# Arbeitsintensität
Arbeitsintensität ist eine betriebswirtschaftliche Kennzahl, die das Verhältnis zwischen Arbeitsleistung und Arbeitszeit wiedergibt.

## Allgemeines
Die Arbeitsintensität betrifft somit den Produktionsfaktor Arbeit. Die in Wirtschaftssubjekten (Unternehmen, Privathaushalte, Staat und öffentliche Verwaltung) herrschenden Arbeitsbedingungen werden nach Belastungen (Arbeitsintensität, finanzieller Druck) und Ressourcen (Arbeitsinhalt, Entscheidungsspielraum, Sinnbezug, soziale Unterstützung) unterschieden. Die Arbeitsintensität ist dabei eine aufgabenbezogene Arbeitsbelastung. Mit dem Begriff der Arbeitsintensität werden üblicherweise lange Arbeitszeiten, hohes Arbeitsvolumen, quantitative Arbeitsbelastung, Zeit- und Termindruck und ungünstige Umweltbedingungen wie z. B. häufige Unterbrechungen zusammengefasst. Die Wirkung der Arbeitsintensität hängt auch von der Arbeitsaufgabe ab, ob überwiegend körperliche oder geistige Arbeit verrichtet wird. 
In der arbeitswissenschaftlichen Forschung hat der Arbeitspsychologe Robert Karasek 1979 ein Job-Demand-Control-Modell entwickelt, das die Auswirkungen der Arbeitssituation auf die Gesundheit untersucht. Zahlreiche Analysen konnten nachweisen, dass sich eine hohe Arbeitsintensität auf die Gesundheitssituation und psychomentale Belastbarkeit nachteilig auswirkt. Die Arbeitsintensität sinkt mit zunehmendem Lebensalter sehr deutlich. Beim Leistungsentgelt haben Arbeitsintensität und Arbeitstempo in aller Regel einen unmittelbaren Einfluss auf die Entlohnung.

## Geschichte
In der Frühphase der englischen Industrialisierung bestand die Auffassung, dass zwischen Arbeitsleistung und Arbeitsentgelt eine negative Korrelation bestehe. Damit war gemeint, dass ein hoher Lohn die Arbeitsintensität und die Arbeitswilligkeit verringere. Hieran anschließend befasste sich die klassische Nationalökonomie mit der Arbeitsintensität. In seinem Buch Der Wohlstand der Nationen (März 1776) vertrat der Ökonom Adam Smith die entgegengesetzte und heute geltende Auffassung, dass bei hohen Löhnen die „Arbeiter immer fleißiger, gewissenhafter und auch schneller bei der Hand sind als dort, wo sie niedrig sind“. David Ricardo erkannte 1817, dass eine Verlängerung des Arbeitstags (also der Arbeitszeit) und eine Steigerung der Arbeitsintensität sich auf den Profit auswirke; das gilt allerdings lediglich beim Zeitlohn. Er verstand unter der Arbeitsintensität jedoch das Einsatzverhältnis von Kapital und Arbeit. 
Karl Marx, Friedrich Engels und Wladimir Iljitsch Lenin haben der Arbeitsintensität große Aufmerksamkeit gewidmet. Marx befasste sich 1867 in seinem Hauptwerk Das Kapital ausführlich mit der Arbeitsintensität: „Die Wirkungsfähigkeit der Arbeitskraft steht in umgekehrtem Verhältnis zu ihrer Wirkungszeit“. Damit meinte er, dass zwischen Arbeitsintensität und Arbeitszeit ein umgekehrtes Verhältnis besteht. Er untersuchte die Mehrwertrate bei konstantem Lohn. Lenin behandelte die Arbeitsintensität als eine der Bedingungen zur Steigerung der Arbeitsproduktivität. Lujo Brentano ging im Jahre 1919 davon aus, dass man überall beobachte, „dass die Arbeiter der Nationen mit kürzerer Arbeitszeit mehr leisten als diejenigen mit mehr Arbeitsstunden, …“.
Der Betriebswirt Eugen Schmalenbach brachte 1925 als erster die Arbeitsintensität als Kosteneinflussgröße in die Diskussion ein, indem er die Erhöhung der Geschwindigkeit von Kraftwagen, Eisenbahnen oder Schiffen nicht wegen der Erhöhung des Beschäftigungsgrades, sondern der Pünktlichkeit wegen erwähnte. Für Erich Gutenberg variierte 1957 die Arbeitsintensität der Arbeitsperson mit der Arbeitsgeschwindigkeit der von ihr bedienten Maschinen, und zwar in den Grenzen, die der menschlichen Arbeitsleistung gesetzt sind. So kann die Arbeitsintensität von Maschinen – abhängig von ihrer Technologie – gesteigert werden, wobei entscheidend ist, ob der sie bedienende Mensch diese Steigerung ohne Leistungsverlust oder Leistungsfehler durchstehen kann. Werner Sombart verstand 1960 „unter Arbeitsintensität den Energieaufwand des Arbeiters innerhalb einer gewissen Zeit“. Edmund Heinen setzte 1964 die Arbeitsintensität mit der Arbeitsgeschwindigkeit gleich. In der DDR galt 1975 die Arbeitsintensität als „Verausgabung von physischer und psychischer Arbeitskraft je Zeiteinheit“.

## Berechnung
Einflussgrößen der Arbeitsintensität sind die Arbeitszeit, das Arbeitstempo und das Arbeitsvolumen. Sinkt die Arbeitszeit, so nimmt bei sonst gleichbleibenden Bedingungen die Arbeitsintensität zu. Wird das Arbeitstempo erhöht, so steigt ceteris paribus die Arbeitsintensität. Muss ein höheres Arbeitsvolumen in gleicher Arbeitszeit bewältigt werden, steigt die Arbeitsintensität: 
{\displaystyle {\text{Arbeitsintensität}}={\frac {\text{Arbeitsleistung}}{\text{Arbeitszeit}}}}
Die Veränderung der Intensität der Arbeit führt zu einer Veränderung der in einer Zeitspanne erzeugten Produktmenge. Erhöht ein Mitarbeiter die Anzahl der in einer Stunde verpackten Pakete von 120 Stück auf 140 Pakete, hat sich die Arbeitsintensität verbessert. Je intensiver gearbeitet wird, desto mehr Produktionseinheiten werden als Arbeitsergebnis erbracht. Jede Steigerung der Arbeitsintensität bewirkt zunächst eine Steigerung des Rohertrages. Wertmäßiges Pendant der Arbeitsintensität ist das Verhältnis zwischen Personalkosten und Umsatzerlösen pro Zeitspanne. 
Im Hinblick auf die landwirtschaftliche Anbaufläche sinkt die Arbeitsintensität bei steigender Nutzfläche.

## Betriebswirtschaftliche Aspekte
Je nach Form des Arbeitsentgelts wirkt sich dieses auf die Arbeitsintensität aus. Erhöht sich beim Leistungslohn die Arbeitsintensität, steigt dieser proportional mit ihr an. Beim Zeitlohn wirkt sich eine Veränderung der Arbeitsintensität hingegen nicht aus; eine Steigerung der Intensität führt deshalb zur Verbesserung der Arbeitsproduktivität. Gutenberg wies darauf hin, dass die Arbeitsintensität bei Akkordarbeit größer zu sein pflegt als bei in Zeitlohn arbeitenden Personen.
Verringert sich die Arbeitszeit bei konstantem Arbeitsvolumen, erhöht sich die Arbeitsintensität und umgekehrt. Kann dabei die Arbeitsintensität nicht gesteigert werden, ergeben sich Überstunden. Erhöhte Arbeitsintensität steigert das Risiko von Fehlproduktionen mit anschließenden Fehlerkosten oder sinkender Produktqualität. Außerdem hat der technische Fortschritt zur Beschleunigung der Produktionsprozesse beigetragen. Arbeitstempo und Arbeitsverdichtung insbesondere bei Massenproduktion und Fließbandfertigung sind deshalb Gegenstand der Auseinandersetzungen zwischen Arbeitgebern und Gewerkschaften. Veränderungen der Arbeitsintensität stellen einen betrieblichen Anpassungsprozess dar, der durch die Unternehmensführung gesteuert werden kann (intensitätsmäßige Anpassung).
Das Adjektiv „arbeitsintensiv“ betrifft eine andere betriebswirtschaftliche Dimension. Arbeitsintensiv sind Betriebe oder Wirtschaftszweige, bei denen der Produktionsfaktor Arbeit der wichtigste aller Produktionsfaktoren darstellt und deshalb die Personalkosten einen hohen Anteil an den Gesamtkosten aufweisen. Hierzu gehören die (nicht rationalisierte) Landwirtschaft (Weinbau), Dienstleistungssektor, Handel, Handwerk oder Bauindustrie. Gegensatz ist die anlagenintensive Industrie.

## Volkswirtschaftslehre
Die Volkswirtschaftslehre versteht unter der Arbeitsintensität die relative Kapitalausstattung je Arbeitskraft: 
{\displaystyle {\text{volkswirtschaftliche Arbeitsintensität}}={\frac {\text{Arbeit}}{\text{Kapital}}}}
Bei ihr werden die volkswirtschaftlichen Produktionsfaktoren Arbeit und Kapital gegenübergestellt. Je weniger Arbeitskräfte bei konstantem Kapital vorhanden sind, umso günstiger ist die Arbeitsintensität. Damit ist die volkswirtschaftliche Arbeitsintensität gleich dem Verhältnis von Kapitalproduktivität und Arbeitsproduktivität.